# Én kicsi pónim: Equestria lányok – A barátság hullámvasútján
Az Én kicsi pónim: Equestria lányok – A barátság hullámvasútján (eredeti cím: My Little Pony: Equestria Girls – Rollercoaster of Friendship) 2018-ban bemutatott amerikai–kanadai 2D-s számítógépes animációs különkiadás, amelyet Ishi Rudell és Katrina Hadley rendezett. A különkiadás az Én kicsi pónim: Varázslatos barátság animációs televíziós sorozathoz készült. A DHX Media készítette, a Hasbro Studios forgalmazta. Amerikában 2018. július 6-án mutatta be a Discovery Family csatorna. Magyarországon a Minimax mutatta be 2019. november 1-jén.
A film bemondott címe 2019. november 1-jén és 3-án még Én kicsi pónim: Barátságpróba volt, amit 2019. november 5-re már a végleges címre javítottak. Valószínűleg az Én kicsi pónim: Varázslatos barátság különkiadásokkal egyidőben történő szinkronizálás vezethetett a téves címbemondáshoz.

## Ismertető
Rarity egy remek lehetőséget kap, jelmeztervezője lehet a közelgő vidámparki felvonulásnak. Munkaadója és újdonsült barátja nem más, mint a híres Vignette Valencia, ez azonban próbára teszi a többi lánnyal, különösen Applejack-kel való barátságát.

## Szereplők
| Szereplő          | Eredeti hang        | Magyar hang     |
| ----------------- | ------------------- | --------------- |
| Twilight Sparkle  | Tara Strong         | Vadász Bea      |
| Sunset Shimmer    | Rebecca Shoichet    | Simonyi Réka    |
| Rainbow Dash      | Ashleigh Ball       | Grúber Zita     |
| Applejack         | Ashleigh Ball       | Solecki Janka   |
| Pinkie Pie        | Andrea Libman       | Zsigmond Tamara |
| Fluttershy        | Andrea Libman       | Szabó Zselyke   |
| Rarity            | Tabitha St. Germain | Molnár Ilona    |
| Vignette Valencia | Tegan Moss          | Vámos Mónika    |
| Flim              | Sam Vincent         | Joó Gábor       |
| Flam              | Scott McNeil        | Harcsik Róbert  |
| Smith nagyi       | Tabitha St. Germain | Bessenyei Emma  |
| Micro Chips       | James Kirk          | Ungvári Gergely |
| Designer          | Rebecca Shoichet    | Kiss Erika      |
| Biztonsági őr     | Richard Newman      | Csuha Lajos     |

## Magyar változat
A szinkront a Minimax megbízásából a Subway Stúdió készítette.
- Magyar szöveg: Markwarth Zsófia
- Hangmérnök és szinkronrendező: Johannis Vilmos
- Gyártásvezető: Terbócs Nóra
- Produkciós vezető: Kicska László
- Felolvasó: Németh Kriszta
- Főcímdal: Csuha Bori

## Dalok
| Dal         | Eredeti előadó                                               | Magyar előadó                           |
| ----------- | ------------------------------------------------------------ | --------------------------------------- |
| Photo Booth | Kazumi Evans, Ashleigh Ball, Rebecca Shoichet, Andrea Libman | Csuha Bori, Sági Tímea, Nádasi Veronika |